# ببغاوات الأعشاب
ببغاوات الأعشاب (باللاتينية: Neophema)، هي إحدى أجناس الببغاوات الأسترالية وتضم سبعة أو ستة أنواع من الپاراكيتات الصغيرة ذات اللون الأخضر الباهت. وأفراد هذا الجنس من الطيور المتفاوتة جنسيًا، إذ تميل الذكور لأن تكون أكثر تزويقًا من الإناث. 

## التصنيف العلمي
هناك 6 أو 7 أنواع من الببغاوات المنتمية لهذا الجنس، وهي:
- الببغاء أزرق الجناح (Neophema chrysostoma)
- الببغاء الأنيق (Neophema elegans)
- ببغاء الصخور (Neophema petrophila)
- الببغاء برتقالي البطن (Neophema chrysogaster)
- الببغاء الزمردي (Neophema pulchella)
- الببغاء قرمزي الصدر (Neophema splendida)

يُشير بعض العلماء إلى أن ببغاء بوركيه (Neopsephotus bourkii) قد يكون عضوًا في هذا الجنس. يُشير علماء آخرين أن ببغاوات الأعشاب قد تُشكل أسرة وليس جنسًا، وفي هذه الحالة يصح توحيد ببغاء بوركيه وجميع الأنواع سالفة الذكر في قبيلة واحدة هي Neophemini. أظهرت دراسات وتحاليل الحمض النووي سنة 1998 أن الفرضية الأولى قد تصح، أما الثانية فلا، فعندها ينبغي إدراج عدّة أنواع أخرى قريبة في التصنيف الجديد، مثل الدرّة والببغاوات الأرضية. وفي دراسة من عام 2011 تبيّن أن ببغاوات الأعشاب شديدة الوثوق ببغاء بوركيه والببغاوات الأرضية، لكنها لا تقرب الدرّة. 

## كطيور زينة
يُعد الببغاء قرمزي الصدر والببغاء الزمردي والببغاء الأنيق من الطيور الشائعة في الأسر، وهي من أكثر الببغاوات التي يسهل اقتناؤها وتربيتها وتفريخها، وقد ظهرت منها أفراد مستأنسة بألوان زاهية غير معهودة. غير أن هذه السهولة في التربية لا تنطبق على جميع أفراد هذا الجنس، فبعضها الآخر يصعب إكثاره أو إبقاؤه في الأسر، فهي يُمكن أن تنفق دون سبب ظاهر، ولربما ذلك يعود لمُضايفتها من قبل الطيور الأخرى الأسيرة، أو لسهولة التقاطها الأمراض، فهي كما يقول الخبراء، من الطيور «الرقيقة». وقد أدّى هذا إلى إجهاض محاولة إكثار بعض الأنواع المهددة من شاكل الببغاء برتقالي البطن المهدد بدرجة قصوى. 
يُشير الخبراء إلى أن هذه الطيور ليست بالأنواع التي يمكن لأي هاوٍ تربيتها، فهي تحتاج إلى مطيَر بحجم معتبر حيث يمكن أن تعيش في سرب صغير مع بضعة أنواع أخرى من الطيور الصغيرة غير المؤذية. ويضيف هؤلاء أنه من الممكن الاحتفاظ بزوج منها أو بطائر منرد في قفص، لكنها ستبدو متكاسلة وعليلة على الدوام بحال لم تُطلق بين الحين والآخر لتتفاعل مع مربيها من البشر. تتعرض التجارة بالطيور البرية من هذا الجنس لقيود شديدة، ويشير البعض إلى ضرورة إيقافها كليًا لصعوبة تربية بعض الأنواع في الأسر، فحتى أكثر حدائق الحيوان وأصحاب المَطيرات خبرة لا تنجح بإبقاء طيورها حيةً لأكثر من بضعة شهور. 